# Poursuite par équipes

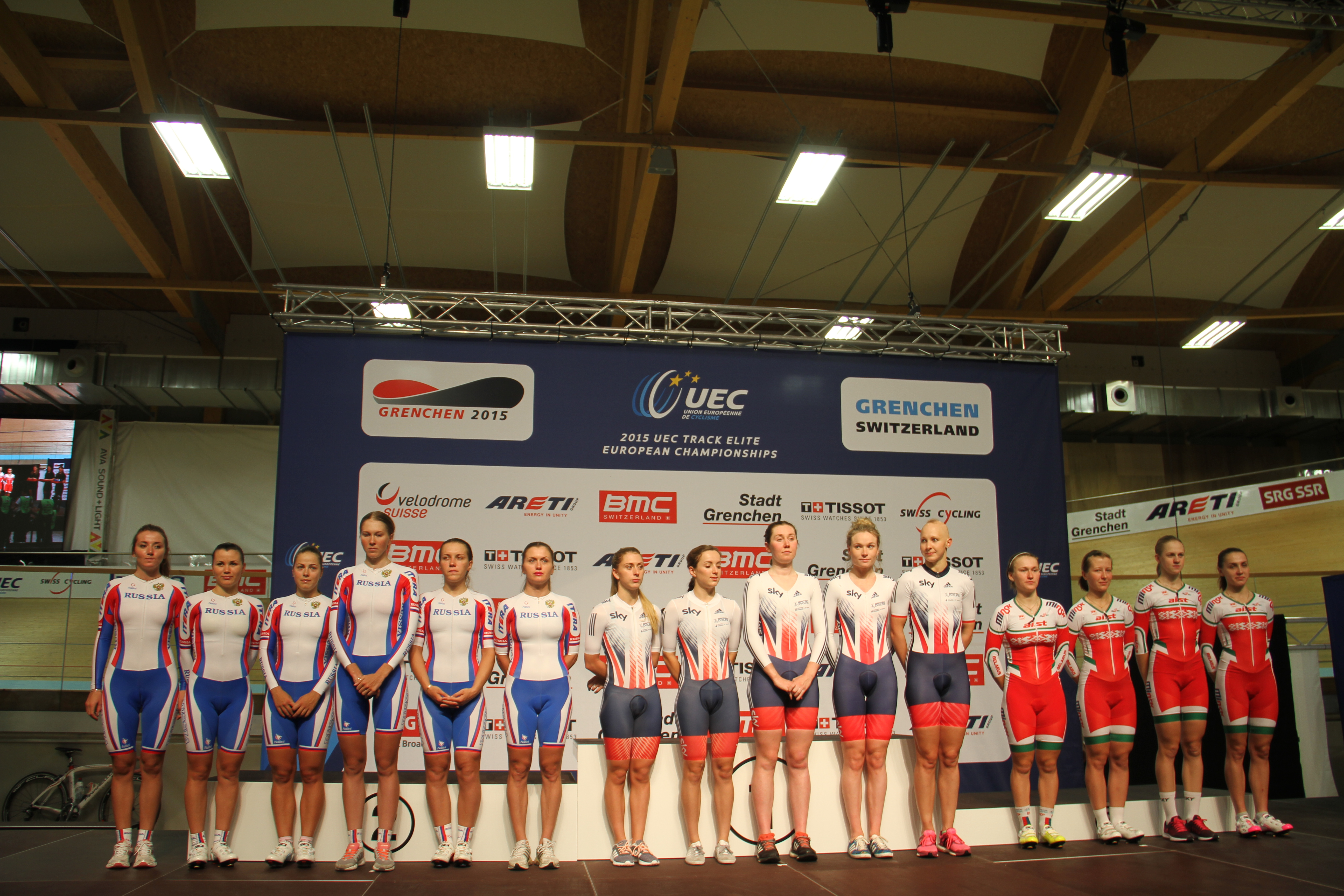
Podium féminin de l'édition 2015 des championnats d'Europe Élite de cyclisme sur piste.

La poursuite par équipes est une compétition de cyclisme sur piste opposant deux équipes prenant le départ en deux points opposés de la piste. Est déclarée vainqueur l'équipe qui rejoint l'autre équipe ou celle qui enregistre le meilleur temps sur une distance totale de 4 kilomètres.

## Les règles

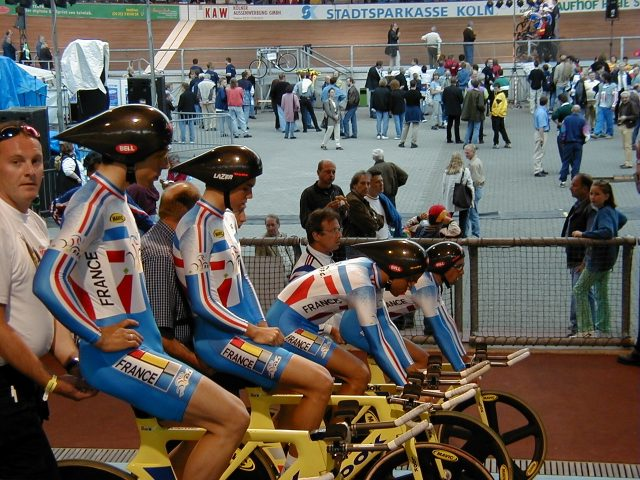
La France lors d'un départ de poursuite par équipes (en 2001).

Les règles sont semblables à celles de la poursuite individuelle. L'épreuve pour hommes se déroule sur quatre kilomètres avec des équipes de quatre coureurs. L'épreuve pour femmes se déroule depuis 2013 par équipes de 4 coureuses sur quatre kilomètres. À l'arrivée, le classement s'effectue sur le troisième homme et la troisième femme.
Sur les pistes de moins de 400 mètres, chaque équipe courra seule contre la montre. Sur les autres pistes, les commissaires mettront en présence chaque fois deux équipes supposées de la même valeur, sans pour autant opposer les deux supposées meilleures.
La poussette entre équipiers est absolument interdite sous peine de disqualification de l'équipe en séries qualificatives et de déclassement lors du premier tour de compétition. Lors des finales, l'équipe en question perd sa finale.
Il est organisé des séries qualificatives pour rechercher les meilleures équipes.
Avant juin 2014, les compétitions se déroulent en deux phases :
1. Les séries qualificatives qui désignent les quatre meilleures équipes sur base du temps réalisé ;
2. Les finales[1].

Depuis juin 2014, la compétition est organisée sur trois phases :
1. Les séries qualificatives qui désignent les huit meilleures équipes sur base du temps réalisé ;
2. Les 8 équipes ayant réalisé les meilleurs temps lors des séries qualificatives sont opposées lors du premier tour de compétition[2] ;
3. Les finales[3].

## Compétitions internationales
Le championnat du monde masculin est disputé depuis 1962 chez les hommes. L'Allemagne a remporté 16 titres.
Une épreuve féminine a été introduite aux championnats du monde 2008.
Le record du monde de la discipline a été établi pour les hommes le 6 août 2024 par l'équipe d'Australie avec un temps de 3 minutes 40 secondes et 730 millièmes. Les Allemandes détiennent le record chez les femmes en 4 minutes 4 secondes 242 millièmes depuis le 3 août 2021.
En 2012, la poursuite par équipes féminine fait son apparition au programme olympique. La poursuite par équipes masculine est une discipline olympique depuis 1908.